# Pinezići
Pinezići (italienisch Santa Fosca) ist ein Dorf auf der Insel Krk in Kroatien. Es befindet sich im westlichen Teil der Insel, 9 km vom Zentrum der Stadt Krk entfernt, zu deren Großgemeinde es gehört.

## Bevölkerung
Nach der letzten Volkszählung von 2011 gab es in Pinezići 196 Einwohner. Dies ist ein Anstieg von 134 Einwohnern gegenüber der Volkszählung von 2001.

## Wirtschaft
Die Einwohner von Pinezić beschäftigen sich hauptsächlich mit Landwirtschaft, Fischerei und in jüngerer Zeit mit Tourismus. Der Hauptstrand befindet sich in der Bucht "Jert".